# 史蒂夫·芬利
史蒂夫·艾倫·芬利（英語：Steven Allen Finley，1965年3月12日—），為前美國職棒大聯盟的外野手。
芬利生涯共入選2次明星賽，拿下一次世界大賽冠軍，另拿下5座金手套獎。他和Matt Herges也是大聯盟唯二位在國聯西區五支球隊都效力過的球員。

## 職業生涯
芬利在1987年投入大聯盟選秀，並在第13輪被金鶯隊選走。1991年1月10日，金鶯將芬利、柯特·席林和Pete Harnisch交易到太空人，換來Glenn Davis。這筆交易也被認為是金鶯隊史最糟糕的一筆交易。1992年，芬利全勤出賽，敲出13支三壘安打與44次盜壘成功。隔年他敲出聯盟最多的13支三壘安打。
1994年，芬利因為受傷加上球員罷工，整季僅出賽94場比賽。6月8日，他被球擊中右手，導致第三手骨骨折。1994年12月，太空人將芬利、肯·卡米尼堤、羅柏托·佩塔吉尼、Andújar Cedeño、Brian Williams和Sean Fesh交易到教士，換來菲爾·普蘭提爾、Derek Bell、Doug Brocail、Ricky Gutiérrez、Pedro Martínez和Craig Shipley。
1995年，芬利繳出生涯新高的2成97打擊率，最後拿下金手套獎。1996年，大聯盟和日職進行明星交流賽，而芬利也獲選為系列賽MVP。1998年4月10日，芬利敲出生涯首發再見滿貫砲。這年教士隊一路闖進世界大賽，不過最後被洋基隊橫掃。
1999年，芬利加入響尾蛇。1999年9月8日，芬利成功上演單場三響砲。這年他敲出34轟與生涯新高的103分打點，他也成功拿下金手套獎。2000年，他敲出35轟，長打率高達5成44。這年他入選明星賽，第四次拿下金手套獎。2001年8月30日，他成為響尾蛇隊史首位登板投球的野手。季後賽方面，他在分區賽繳出4成21的打擊率，在國聯冠軍賽打回5分打點。最後響尾蛇成功逆轉奪冠，芬利也獲得生涯首枚冠軍戒。
2003年，38歲的芬利敲出10支三壘安打，也是大聯盟史上最老的三壘安打王。2004年7月，響尾蛇將芬利和Brent Mayne交易到道奇，換來Koyie Hill、Reggie Abercrombie和Bill Murphy。該年他雖然已經39歲，但仍全勤出賽，追平彼得·羅斯的舊紀錄。2004年12月，芬利加入天使。隔年他因為右肩受傷缺席18場比賽。2005年12月，天使將芬利交易到巨人，換來Edgardo Alfonzo。
2006年11月1日，芬利成為自由球員。2007年，他和洛磯簽下小聯盟合約。這年他出賽43場比賽，打擊率僅1成81，並敲出1轟與2分打點。最後他在6月17日被球隊釋出，並結束大聯盟生涯。

## 生涯打擊成績
| 出賽次數 | 打席  | 打數 | 得分 | 安打 | 二安 | 三安 | 全壘打 | 打點 | 盜壘 | 保送 | 三振 | 打擊率 | 上壘率 | 長打率 | OPS  |
| -------- | ----- | ---- | ---- | ---- | ---- | ---- | ------ | ---- | ---- | ---- | ---- | ------ | ------ | ------ | ---- |
| 2583     | 10460 | 9397 | 1443 | 2548 | 449  | 124  | 304    | 1167 | 320  | 844  | 1299 | .271   | .332   | .442   | .775 |

## 外部連結
- 球員資訊和成績在MLB ，ESPN ，Retrosheet ，Baseball Reference ，Baseball Reference (Minors) ，Fangraphs ，The Baseball Cube ，Baseball Almanac （英文）
- 史蒂夫·芬利在台灣棒球維基館上的頁面（繁體中文）